# Martha trifft Frank, Daniel & Laurence
Martha trifft Frank, Daniel & Laurence (Martha, Meet Frank, Daniel and Laurence; The Very Thought of You) ist eine britische Filmkomödie aus dem Jahr 1998. Regie führte Nick Hamm, das Drehbuch schrieb Peter Morgan.

## Handlung
Der Film beginnt damit, dass der in London lebende Laurence seinen Nachbarn Pedersen aufsucht, den er für einen Psychoanalytiker hält und ihm erzählt, wie seine seit der Kindheit andauernde Freundschaft mit Frank und Daniel in die Brüche gegangen ist. Daniel, ein erfolgreicher Musiker und Frank, ein seit Jahren arbeitsloser Schauspieler, streiten häufig während Laurence zwischen seinen beiden Freunden vermittelt.
Daniel lernt kurz vor der Rückkehr aus einer Reise in die USA die Amerikanerin Martha kennen, die in London ein neues Leben aufbauen will. Sie wählte die Stadt, weil das Flugticket dorthin besonders preiswert war. Daniel zahlt fünf Tausend US-Dollar, damit Martha einen Sitz neben seinem in der ersten Klasse bekommt und später sieht er überraschend, dass eine andere Frau sich neben ihn setzt. Daniel findet Martha in der Touristenklasse und erfährt von ihr, dass sie ihr Erste-Klasse-Ticket der Frau für zwei Tausend US-Dollar verkaufte – die zu jenen 35 Dollar hinzukamen, die sie bereits für den Neuanfang besaß. Daniel besorgt ihr in London ein Hotelzimmer und will mit ihr essen gehen.
Daniel verliebt sich in die Frau und erzählt seinen Freunden darüber. Etwas später trifft Frank Martha in einem Park, spricht mit ihr und verliebt sich ebenfalls in sie. Martha will in die Vereinigten Staaten zurückkehren. Laurence lernt die Frau bereits bei ihrer Ankunft kennen und lieben, was der Zuschauer aber erst nach der Szene im Park erfährt. Er offenbart ihr jedoch aus Loyalität gegenüber seinen Freunden seine Liebe nicht. Während Daniel und Frank sich wegen der Frau prügeln, reist Laurence in ein anderes Land, wo er verbleiben will. Im Flugzeug trifft er Martha, die in ihn verliebt ist.

## Kritiken
Das Lexikon des internationalen Films schrieb, der Film sei eine „romantische Komödie, die durch ihre raffinierte elliptische Erzählweise für sich einnimmt, auch wenn sie in konventionellen Kinoklischees befangen bleibt und ihre Leitmotive inhaltlich nicht verankern kann“. Die Geschichte sei „schön ausgedacht“ und zeuge „in Anlage und Atmosphäre“ „von Eigensinn und britischer Erzähltradition“. Die Deutsche Film- und Medienbewertung (FBW) verlieh dem Film das „Prädikat besonders wertvoll“.

## Hintergründe
Der Film wurde in London, auf dem Flughafen London-Stansted und in Minneapolis gedreht. Er spielte in den britischen Kinos ca. 1,2 Millionen Pfund Sterling ein.